# Campionato Carioca Sub-20
Il Campionato Carioca di Calcio Sub-20 é la principale competizione fra le squadre calcistiche dello stato brasiliano di Rio de Janeiro a livello giovanile, organizzato per la FFERJ dove competono le squadre under-20 dei club che giocano nel Campeonato Carioca Série A1, la massima categoria del calcio statale di Rio de Janeiro. Dal 1998 segue il formato della massima categoria, giocata in due fasi dove si messono in gioco la Taça Guanabara nel primo turno e la Taça Rio nel secondo e i suoi campioni insieme al 1º collocato della tabella cumulativa (in caso di non essere alcuno dei campioni) giocano una fase finale per definire il campione statale.

## Historial
| Nº | Anno        | Campione Carioca Sub-20            | Campione Taça Guanabara Sub-20     | Campione Taça Rio Sub-20           |
| -- | ----------- | ---------------------------------- | ---------------------------------- | ---------------------------------- |
| 1  | 1920        | Botafogo (1)                       |                                    |                                    |
| 2  | 1921        | Flamengo (1)                       |                                    |                                    |
| 3  | 1922        | São Cristóvão (1)                  |                                    |                                    |
| 4  | 1928        | Andarahy (1)                       |                                    |                                    |
| 5  | 1932        | Sport Club Brasil (1)              |                                    |                                    |
| 6  | 1933 (AMEA) | Olaria (1)                         |                                    |                                    |
| 7  | 1933 (LCF)  | America (1)                        |                                    |                                    |
| 8  | 1934        | America (2)                        |                                    |                                    |
| 9  | 1935 (FMD)  | Botafogo (2)                       |                                    |                                    |
| 10 | 1933 (LCF)  | America (3)                        |                                    |                                    |
| 11 | 1936 (FMD)  | São Cristóvão (2)                  |                                    |                                    |
| 12 | 1933 (LCF)  | Flamengo (2)                       |                                    |                                    |
| 13 | 1937        | São Cristóvão (3)                  |                                    |                                    |
| 14 | 1938        | America (4)                        |                                    |                                    |
| 15 | 1939        | Bonsucesso (1)                     |                                    |                                    |
| 16 | 1940        | America (5)                        |                                    |                                    |
| 17 | 1941        | America (6)                        |                                    |                                    |
| 18 | 1942        | Flamengo (3)                       |                                    |                                    |
| 19 | 1943        | Flamengo (4)                       |                                    |                                    |
| 20 | 1944        | Vasco da Gama (1)                  |                                    |                                    |
| 21 | 1945        | Flamengo (5)                       |                                    |                                    |
| 22 | 1946        | Flamengo (6)                       |                                    |                                    |
| 23 | 1947        | Fluminense (1)                     |                                    |                                    |
| 24 | 1948        | Fluminense (2)                     |                                    |                                    |
| 25 | 1949        | Fluminense (3)                     |                                    |                                    |
| 26 | 1950        | Fluminense (4)                     |                                    |                                    |
| 27 | 1951        | Fluminense (5)                     |                                    |                                    |
| 28 | 1952        | Bangú (1)                          |                                    |                                    |
| 29 | 1953        | Bangú (2)                          |                                    |                                    |
| 30 | 1954        | Vasco da Gama (2)                  |                                    |                                    |
| 31 | 1955        | Fluminense (6)                     |                                    |                                    |
| 32 | 1956        | Flamengo (7)                       |                                    |                                    |
| 33 | 1957        | Flamengo (8)                       |                                    |                                    |
| 34 | 1958        | Flamengo (9)                       |                                    |                                    |
| 35 | 1959        | Bangú (3)                          |                                    |                                    |
| 36 | 1960        | Flamengo (10)                      |                                    |                                    |
| 37 | 1961        | Botafogo (3)                       |                                    |                                    |
| 38 | 1962        | Botafogo (4)                       |                                    |                                    |
| 39 | 1963        | Botafogo (5)                       |                                    |                                    |
| 40 | 1964        | Botafogo (6)                       |                                    |                                    |
| 41 | 1965        | Flamengo (11)                      |                                    |                                    |
| 42 | 1966        | Botafogo (7)                       |                                    |                                    |
| 43 | 1967        | Flamengo (12)                      |                                    |                                    |
| 44 | 1968        | Fluminense (7)                     |                                    |                                    |
| 45 | 1969        | Vasco da Gama (3)                  |                                    |                                    |
| 46 | 1970        | Fluminense (8)                     |                                    |                                    |
| 47 | 1971        | Vasco da Gama (4)                  |                                    |                                    |
| 48 | 1972        | Flamengo (13)                      |                                    |                                    |
| 49 | 1973        | Flamengo (14)                      |                                    |                                    |
| 50 | 1974        | Madureira (1)                      |                                    |                                    |
| 51 | 1975        | Fluminense (9)                     |                                    |                                    |
| 52 | 1976        | Fluminense (10)                    |                                    |                                    |
| 53 | 1977        | Botafogo (8)                       |                                    |                                    |
| 54 | 1978        | Botafogo (9)                       |                                    |                                    |
| 55 | 1979        | Flamengo (15)                      |                                    |                                    |
| 56 | 1980        | Flamengo (16)                      |                                    |                                    |
| 57 | 1981        | Vasco da Gama (5)                  |                                    |                                    |
| 58 | 1982        | Vasco da Gama (6)                  |                                    |                                    |
| 59 | 1983        | Flamengo (17)                      |                                    |                                    |
| 60 | 1984        | Vasco da Gama (7)                  |                                    |                                    |
| 61 | 1985        | Flamengo (18)                      |                                    |                                    |
| 62 | 1986        | Flamengo (19)                      |                                    |                                    |
| 63 | 1987        | Bangú (4)                          |                                    |                                    |
| 64 | 1988        | Fluminense (11)                    |                                    |                                    |
| 65 | 1989        | Flamengo (20)                      |                                    |                                    |
| 66 | 1990        | Flamengo (21)                      |                                    |                                    |
| 67 | 1991        | Vasco da Gama (8)                  |                                    |                                    |
| 68 | 1992        | Vasco da Gama (9)                  |                                    |                                    |
| 69 | 1993        | Flamengo (22)                      |                                    |                                    |
| 70 | 1994        | Flamengo (23)                      |                                    |                                    |
| 71 | 1995        | Vasco da Gama (10)                 |                                    |                                    |
| 72 | 1996        | Flamengo (24)                      |                                    |                                    |
| 73 | 1997        | Botafogo (10)                      |                                    |                                    |
| 74 | 1998        | Botafogo (11)                      | Vasco da Gama (1)                  | Botafogo (1)                       |
| 75 | 1999        | Flamengo (25)                      | Botafogo (1)                       | Flamengo (1)                       |
| 76 | 2000        | Botafogo (12)                      | Botafogo (2)                       | Botafogo (2)                       |
| 77 | 2001        | Vasco da Gama (11)                 | Botafogo (3)                       | Vasco da Gama (1)                  |
| 78 | 2002        | Fluminense (12)                    |                                    |                                    |
| 79 | 2003        | Fluminense (13)                    | Fluminense (1)                     | Fluminense (1)                     |
| 80 | 2004        | Fluminense (14)                    | Fluminense (2)                     | Fluminense (2)                     |
| 81 | 2005        | Flamengo (26)                      | Flamengo (1)                       | Vasco da Gama (2)                  |
| 82 | 2006        | Flamengo (27)                      | Flamengo (2)                       | Fluminense (3)                     |
| 83 | 2007        | Flamengo (28)                      | Flamengo (3)                       | Flamengo (2)                       |
| 84 | 2008        | Fluminense (15)                    | Fluminense (3)                     | Flamengo (3)                       |
| 85 | 2009        | Esporte Clube Tigres do Brasil (1) | Esporte Clube Tigres do Brasil (1) | Esporte Clube Tigres do Brasil (1) |
| 86 | 2010        | Vasco da Gama (12)                 | Fluminense (4)                     | Vasco da Gama (3)                  |
| 87 | 2011        | Botafogo (13)                      | Botafogo (4)                       | Flamengo (4)                       |
| 88 | 2012        | Fluminense (16)                    | Nova Iguaçu (1)                    | Fluminense (4)                     |
| 89 | 2013        | Fluminense (17)                    | Fluminense (5)                     | Flamengo (5)                       |
| 90 | 2014        | Botafogo (14)                      | Fluminense (6)                     | Botafogo (3)                       |
| 91 | 2015        | Flamengo (29)                      | Flamengo (4)                       | Flamengo (6)                       |
| 92 | 2016        | Botafogo (15)                      | Botafogo (5)                       | Flamengo (7)                       |
| 93 | 2017        | Vasco da Gama (13)                 | Vasco da Gama (2)                  | Vasco da Gama (4)                  |
| 94 | 2018        | Flamengo (30)                      | Flamengo (5)                       | Fluminense (5)                     |

## Palmares

### Palmarès del Campionato Carioca Sub-20
| Squadre                        | Totale | Anni dei campionati |
| ------------------------------ | ------ | --- |
| Flamengo                       | 30     | 1921; 1936; 1942; 1943; 1945; 1946; 1956; 1957; 1958; 1960; 1965; 1967; 1972; 1973; 1979; 1980; 1983; 1985; 1986; 1989; 1990; 1993; 1994; 1996; 1999; 2005; 2006; 2007, 2015 e 2018. |
| Fluminense                     | 17     | 1947; 1948; 1949; 1950; 1951; 1955; 1968; 1970; 1975; 1976; 1988; 2002; 2003; 2004; 2008; 2012 e 2013                                                                                |
| Botafogo                       | 15     | 1920; 1935; 1961; 1962; 1963; 1964; 1966; 1977; 1978; 1997; 1998; 2000; 2011; 2014 e 2016                                                                                            |
| Vasco da Gama                  | 13     | 1944; 1954; 1969; 1971; 1981; 1982; 1984; 1991; 1992; 1995; 2001; 2010 e 2017 |
| America                        | 6      | 1933; 1934; 1935; 1938; 1940 e 1941 |
| Bangú                          | 4      | 1952; 1953; 1959 e 1987 |
| São Cristóvão                  | 3      | 1922; 1936 e 1937 |
| Esporte Clube Tigres do Brasil | 1      | 2009 |
| Madureira                      | 1      | 1974 |
| Bonsucesso                     | 1      | 1939 |
| Olaria                         | 1      | 1933 |
| Sport Club Brasil              | 1      | 1932 |
| Andarahy                       | 1      | 1928 |

### Palmarès Taça Guanabara Sub-20
| Squadre                        | Totale | Anni dei campionati                 |
| ------------------------------ | ------ | ----------------------------------- |
| Fluminense                     | 6      | 2003; 2004; 2008; 2010; 2013 e 2014 |
| Botafogo                       | 5      | 1999; 2000; 2001; 2011 e 2016       |
| Flamengo                       | 5      | 2005; 2006; 2007 ; 2015 e 2018      |
| Vasco da Gama                  | 2      | 1998 e 2017                         |
| Nova Iguaçu                    | 1      | 2012                                |
| Esporte Clube Tigres do Brasil | 1      | 2009                                |

### Palmares Taça Rio Sub-20
| Squadre                        | Totale | Anni dei campionati                       |
| ------------------------------ | ------ | ----------------------------------------- |
| Flamengo                       | 7      | 1999; 2007; 2008; 2011; 2013; 2015 e 2016 |
| Fluminense                     | 5      | 2003; 2004; 2006; 2012 e 2018             |
| Vasco da Gama                  | 4      | 2001; 2005; 2010 e 2017                   |
| Botafogo                       | 3      | 1998; 2000 e 2014                         |
| Esporte Clube Tigres do Brasil | 1      | 2009                                      |

## Titoli in fila
Pentacampeoni
- Fluminense: 1 (1947-48-49-50-51)

Tetracampeoni
- Botafogo: 1 (1961-62-63-64)

Tricampeoni
- Flamengo: 2  (1956-57-58, 2005-06-07)
- Fluminense: 1 (2002-03-04)

Bicampeoni
- Flamengo: 7 (1942-43, 1945-46, 1972-73, 1979-80, 1985-86, 1989-90, 1993-94)
- America: 2 (1933-34, 1940-41)
- Botafogo: 2  (1977-78, 1997-98)
- Vasco da Gama: 2  (1981-82, 1991-92)
- Fluminense: 2 (1975-76, 2012-13)
- Bangu: 1 (1952-53)
- São Cristóvão: 1 (1936-37)